# Пляж Кокс-Базар
Пляж Кокс-Базар ( бенг. কক্সবাজার সমুদ্র সৈকত  ) — найдовший природний морський пляж світу. Він розташований у районі Кокс-Базар, регіону Читтагонг, Бангладеш та має протяжність 120 км   . Це найпопулярніший туристичний об'єкт Бангладеш та відомий район відпочинку Азії .

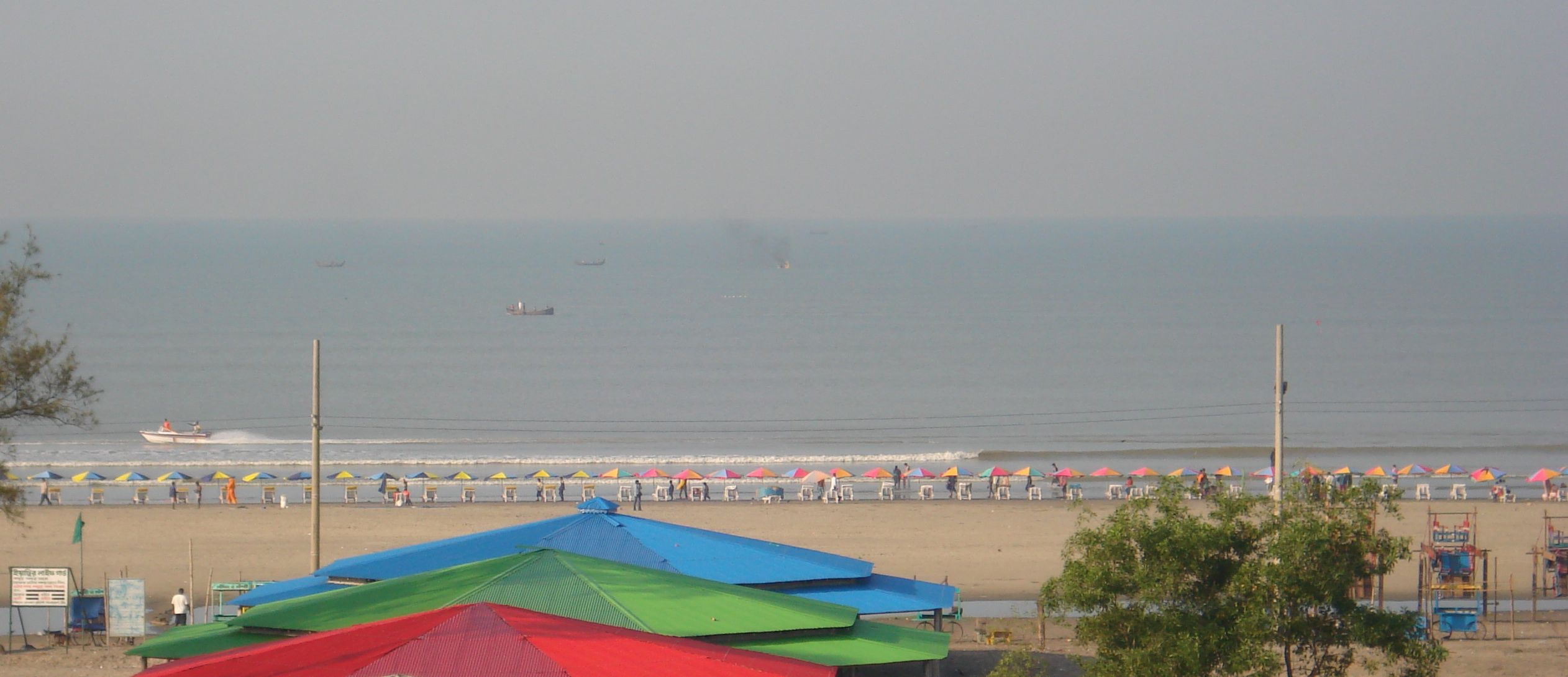
Панорамний вид на морський пляж Кокс-Базар

## Географія
Починається на південь від гирла річки Бішхалі й тягнеться по узбережжі Бенгальської затоки до гирла річки Наф на 120 км. Цей пляж займає 3-те місце у світі за довжиною після Praia do Cassino в Бразилії та пляжу Eighty Mile у Західній Австралії.  
Під час припливу пляж має ширину до 200 м, а під час відпливу  — 400 м. Сипучі піски становлять постійну небезпеку під час відпливу. Абразія причиняє руйнування доріг, що походять паралельно пляжу.
Узбережжя Кокс-Базару має річкові і морські форми рельєфу. Пляжні насипи і дюни — це типові форми рельєфу узбережжя. Прибережна рівнина пляжної зони формувалась в умовах абразії. Шторми  є найпоширенішою денудаційної силою для рельєфу цієї території. 
Пляж розташовано в субекваторіальному мусонному кліматі,  річна кількість опадів становить 3630 мм, які випадають майже виключно в літній період мусонних дощів.
Грунтові води в прибережній зоні Кокс-Базару вразливі до вторгнення морської води з Бенгальської затоки. Це пов’язано з низькими гідравлічними градієнтами між морською водою й підземними водами та сезонністю опадів. В деяких туристичних центрах пляжу  з часом спостерігається стійка тенденція зменшення рівня ґрунтових вод та збільшення солоності ґрунтових вод.
Пляжний пісок з Кокс-Базару на 1/4 містить титан у формі рутилу та ільменіту . 
Біля узбережжі пляжу зустрічаються водорості Gracilaria tenuistipitata var. liui та Caulerpa fergusonii

## Історія
З початку 9 століття більша територія Читтагонгу, включаючи район Кокс-Базар, перебувала під владою королів Аракану.  В 1666 році нашої ери її завоювали Великі Моголи. Князя Великих Моголів Шах Шуджа зачарував вид пляжа Кокс-Базар й він наказав своїм військам розбити там табір, в якому зупинилася його свита з тисячі паланкінів. Місце під назвою Дулахазара , що означає «тисяча паланкінів», все ще існує в цьому районі. Після Великих Моголів місто опинилося під контролем Типрасів і Араканців, потім португальців, а потім британців .
Назва Кокс-Базар походить від імені офіцера Британської Ост-Індської компанії, капітана Хірама Кокса, який був призначений суперінтендантом аванпосту Палонки (сьогодні Кокс-Базар).  Кокс мав завдання з реабілітації та поселення араканських біженців у цьому районі. Капітан Хірам Кокс створив тут ринок у 1799 році, який називали його ім'ям, й ця назва залишилась. 
Відразу після закінчення британського панування в 1947 році Кокс-Базар став частиною Східного Пакистану . В той час було створено тамариксовий ліс уздовж пляжу, для захисту узбережжя від хвиль, пляжна територія Кокс-Базар почала розвиватися у напрямку туризму. 

## Частини пляжу
Пляж Кокс-Базар поділяється на декілько частин, а саме з півночі на південь: Лавані, Калаталі, Сугандха, Даріанагар, Інані, Текнаф та інші. 
Пляж Калаталі

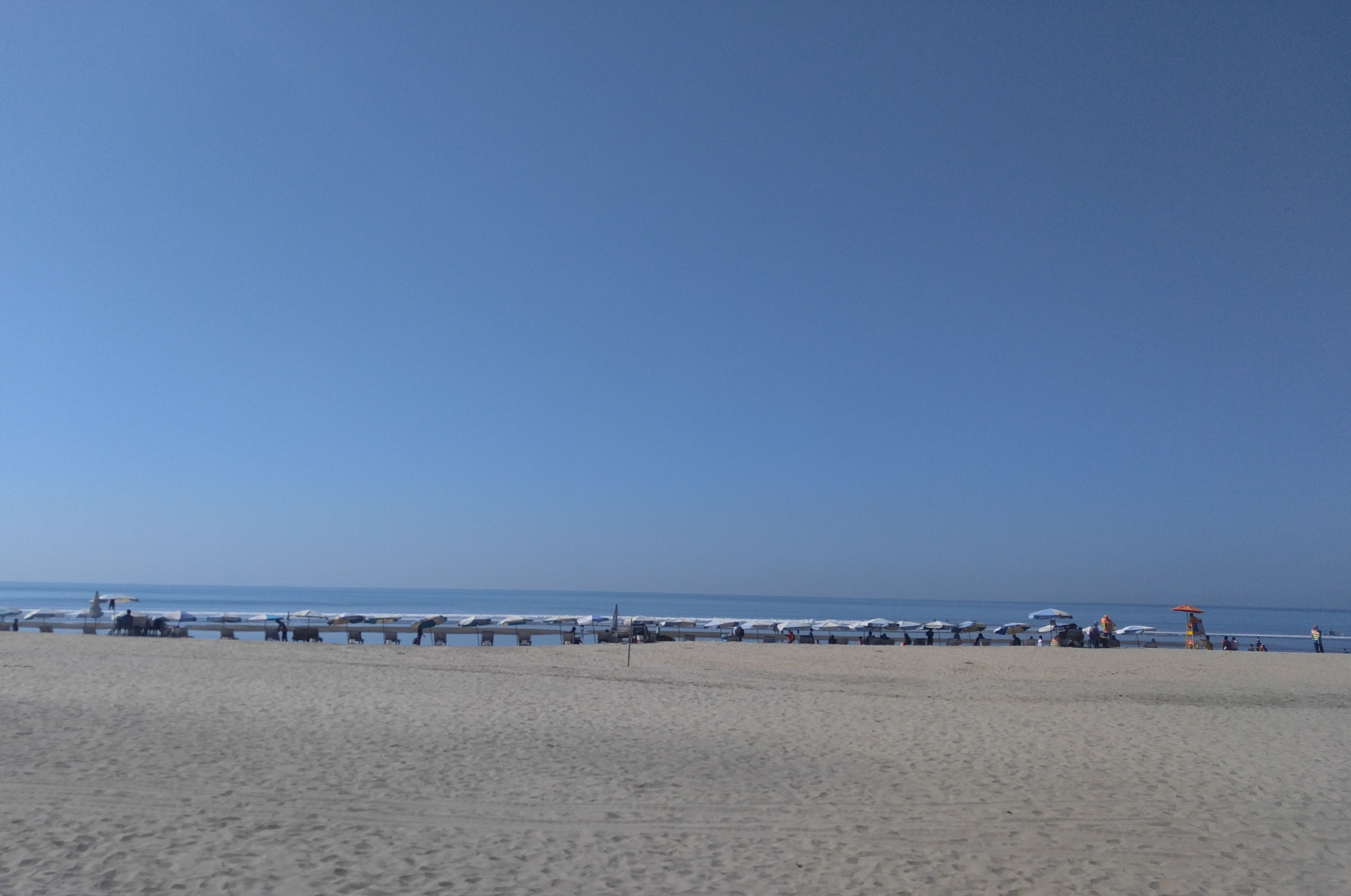
Kolatoli Point протягом дня

Калаталі-Пойнт ( бенг. কলাতলী পয়েন্ট  ) є важливою частиною пляжу Кокс-Базар . Він знаходяться в  районі міста Кокс-Базар, має зручну транспортну мережу.  Район зручний для туристів, є вся необхідна туристична інфраструктура.
Пляж Сугандха
Сугандха Пойнт ( бенг. সুগন্ধা পয়েন্ট  ) знаходиться між пляжами Лабоні та Калаталі.  Поруч з пляжем є відомий Бірманський ринок.  Були ресторани морепродуктів, але пізніше уряд їх зніс.  Він також має ресторан Fly Dining. 
Пляж Лабоні

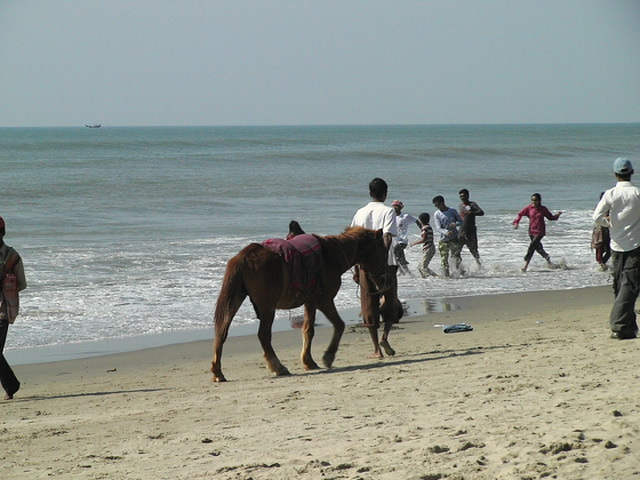
Катання верхи на пляжі Лабоні

Пляж Лабоні ( бенг. লাবনী পয়েন্ট )  розташовано північніше пляжу є ще однією відомою частиною пляжу Калаталі.  Поруч знаходиться стадіон міста Кокс-Базар, є торгівельні майданчики Бірманського ринку, готельні комплекси, паркова зона. Це популярне місце для пляжного відпочинку,  для верхової їзди.  На пляжі працює кілька швидкісних катерів, які ходять до головного пляжу. 
Пляж Даріанагар
На південь від Калаталі-Пойнт розташовано пляж Даріанагар ( бенг. দরিয়ানগর সৈকত ). Поруч з ним  знаходиться водоспад  Національний парк Хімчгорі та Даріанагарський еко-парк. Це пляж, через який протікають водні потоки. Пляж Даріанагар також добре відомий парасейлінгом. 

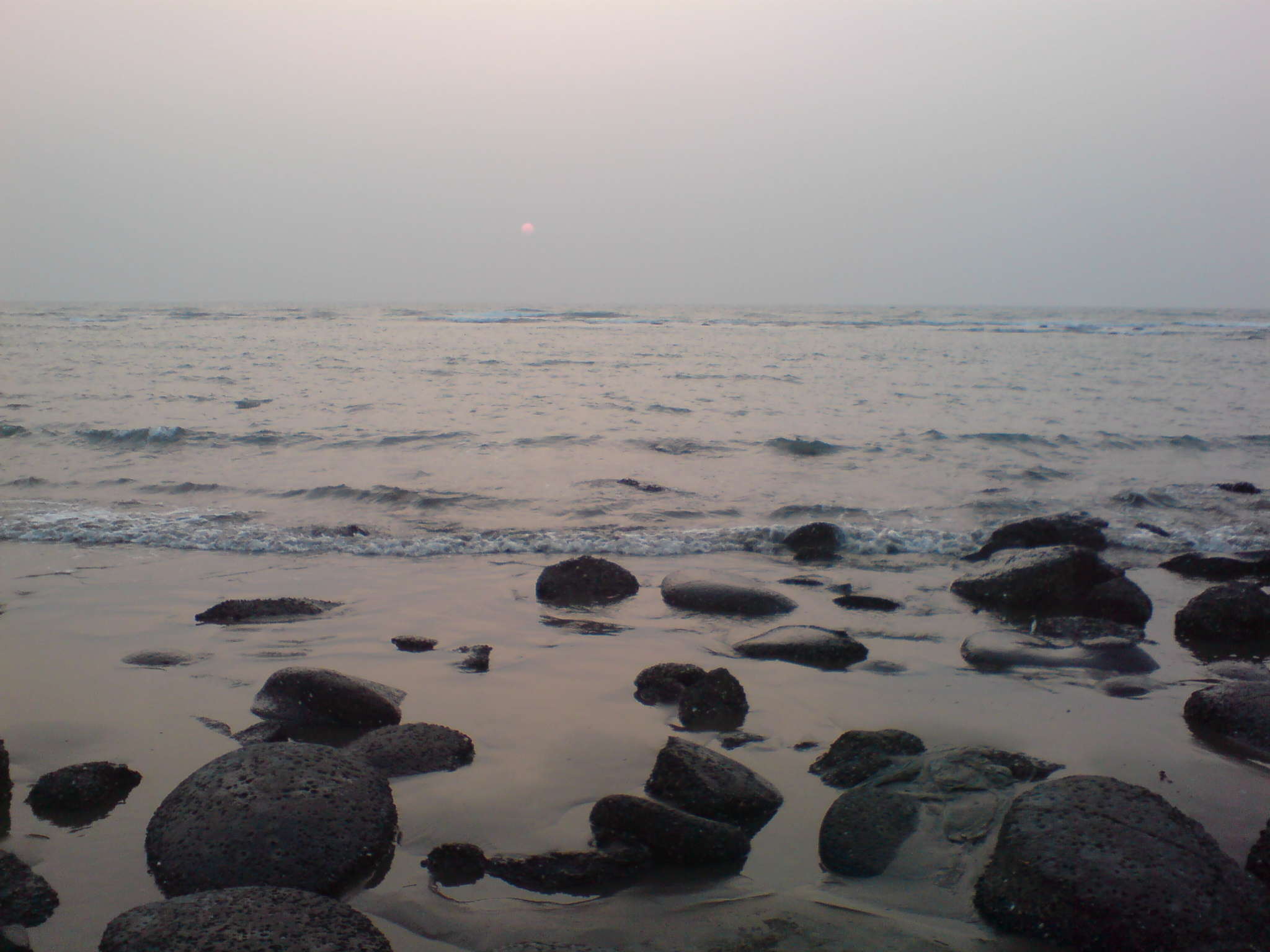
Пляж Інані
Пляж Інані ( бенг. ইনানী সৈকত  </link> ) має довжину 18 км в Ухіа-Упазіла, Бангладеш . Він розташований приблизно за 28 км на південь від міста Кокс-Базар. Пляж Інані вважається  найпривабливішим із 120-кілометрових пляжів Кокс-Базар через меншу кількість штормів та  коралових залишків, які з'являються після відливу . Поруч розташований сад пальм бетель.
Пляж Текнаф

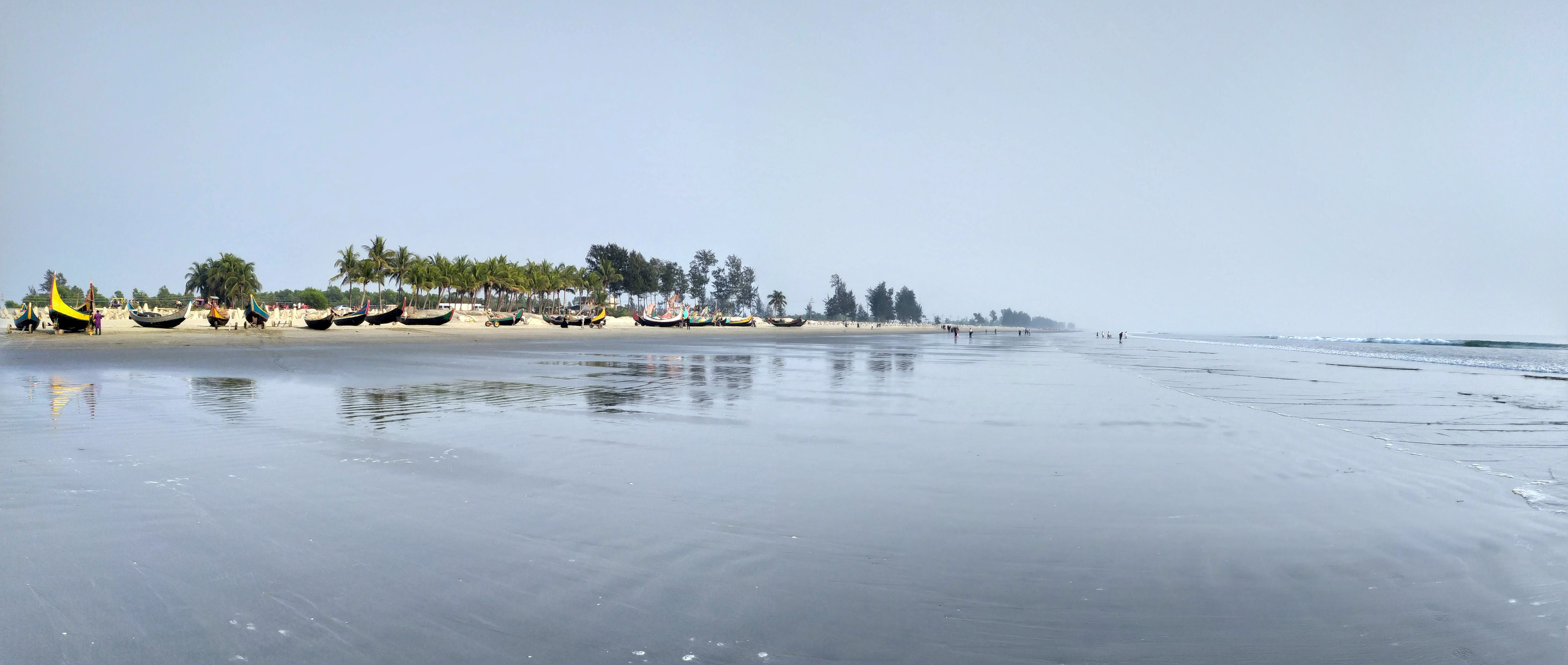
Морський пляж Текнаф

Пляж Текнаф ( бенг. টেকনাফ সৈকত ) розташований у Текнаф-Упазіла району Кокс-Базар. Він не схожий на основну частину пляжу. На пляжі Текнаф багато дикої природи і він оточений мангровими заростями.
Також на Кокс-Базар є маленькі пляжі:  
- Пляж Патуартек
- Пляж Шамлапур (Бахарчара Біч) [32]
- Пляж Шілахалі
- Пляж Хаджампара
- Пляж острова Шапурі [33]

## Туризм
Згідно з опитуванням Бюро статистики Бангладеш у 2021 році, 17% громадян країни відвідують Кокс-Базар, а це близько 3 мільйонів. Дивовижні ландшафти пляжу створюють ідеальні умови для розвитку туризму та розваг.
Туристичні об'єкти Кокс-Базар:
- історичні мечеті
- Даріанагарський парк
- водоспад Хімчарі
- Національний парк Хімчарі[en]
- Креветкова ферма в Nidania.[36]

## Транспорт
Паралельно пляжу з міста Кокс-Базар до міста Текнафа вздовж Бенгальської затоки прокладена 80-кілометрова дорога районного значення Z1098. Дорога була відкрита 2017 року, а у 2018 року Міністерство цивільної авіації та туризму Бангладеш оголосило її заповідною туристичною зоною. По цій дорозі з 2020 року здійснюються регулярні перевезення туристів. 
В районі пляжу Інані існує гелікоптерний майданчик BayWatch. 
Військово-морські сили Бангладеш побудували пристань з пляжу Інані у 2020 році для проведення міжнародних військово-морських навчань. Зараз вона використовується для переправлення туристів на острів Сен-Мартен.

## Суперечка
У 2021 році одна із ділянок пляжу Кокс-Базар була оголошений зоною лише для жінок, але уряд скасував це рішення після суперечок. 

## Галерея

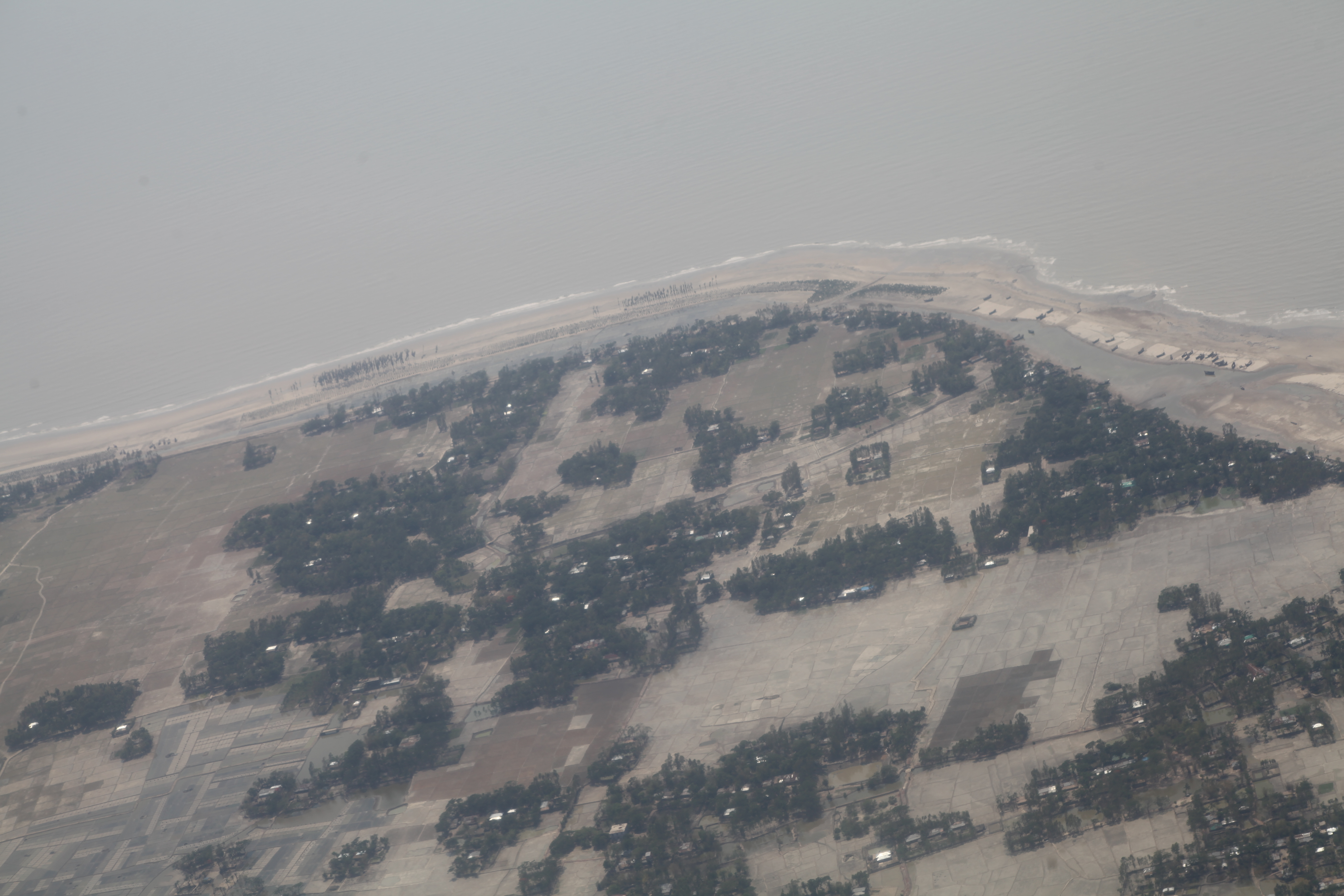
Вид на пляж Кокс-Базар з висоти пташиного польоту
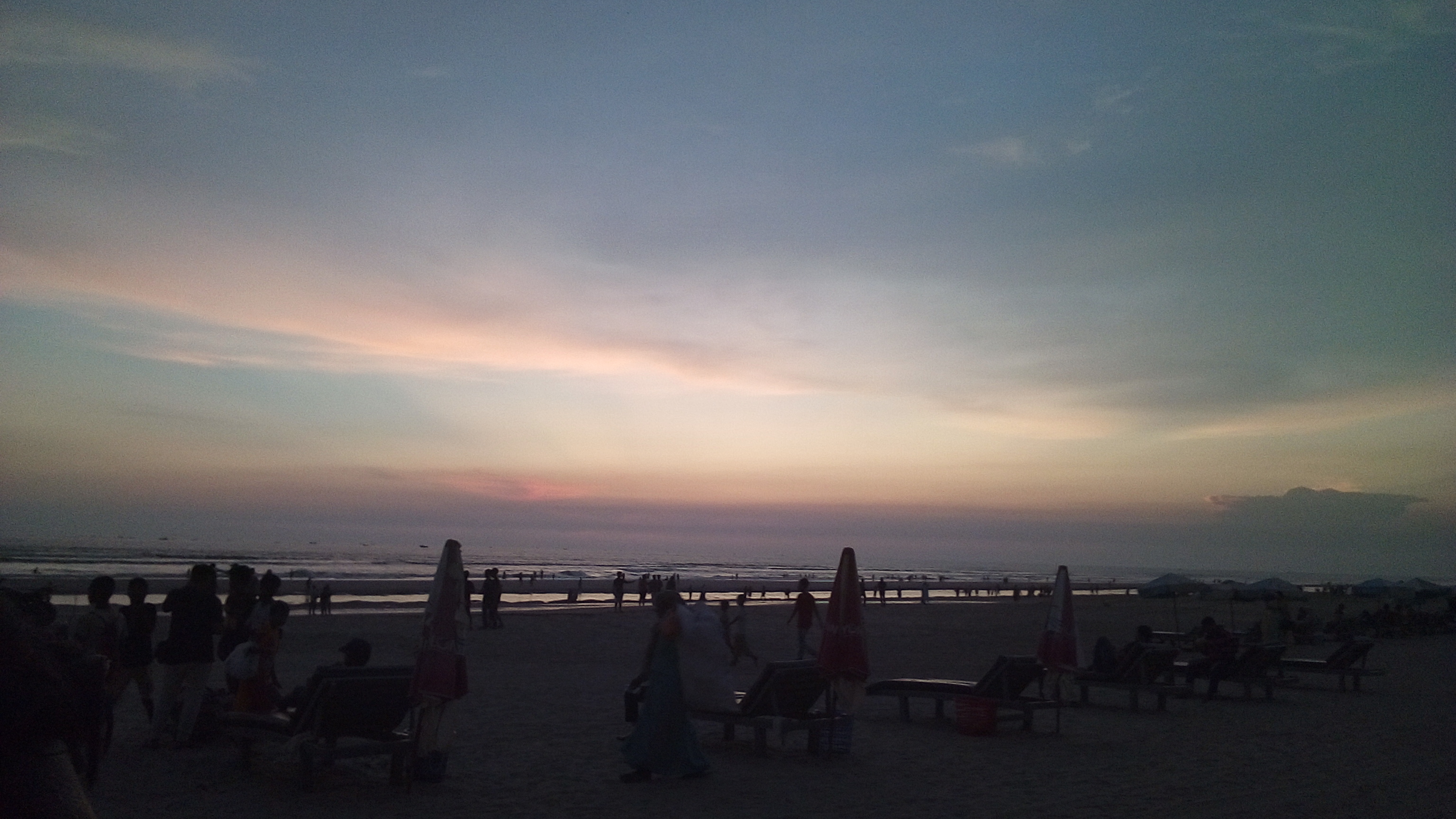
Захід сонця в зоні пляжу
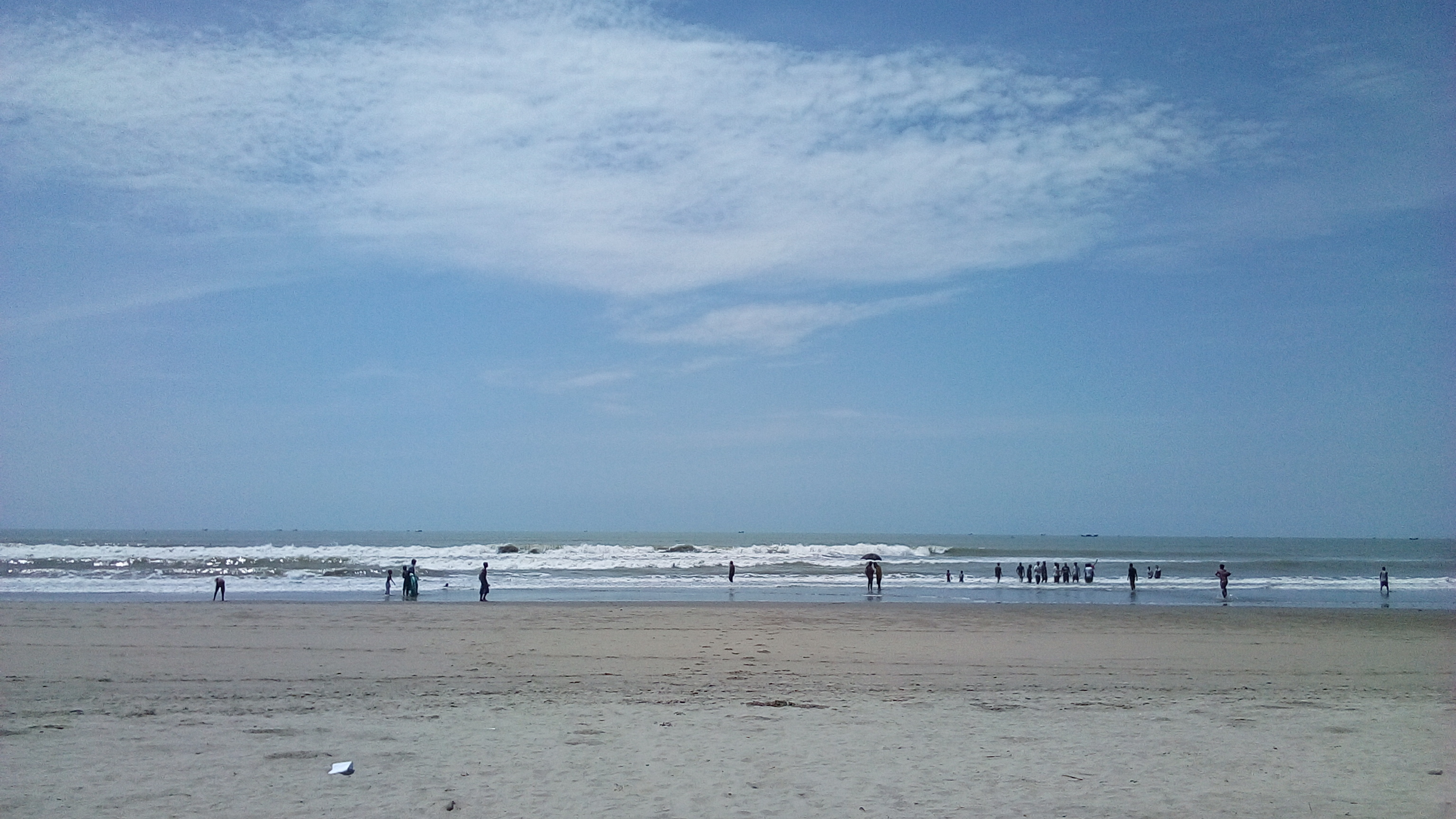
Кокс-базар в день
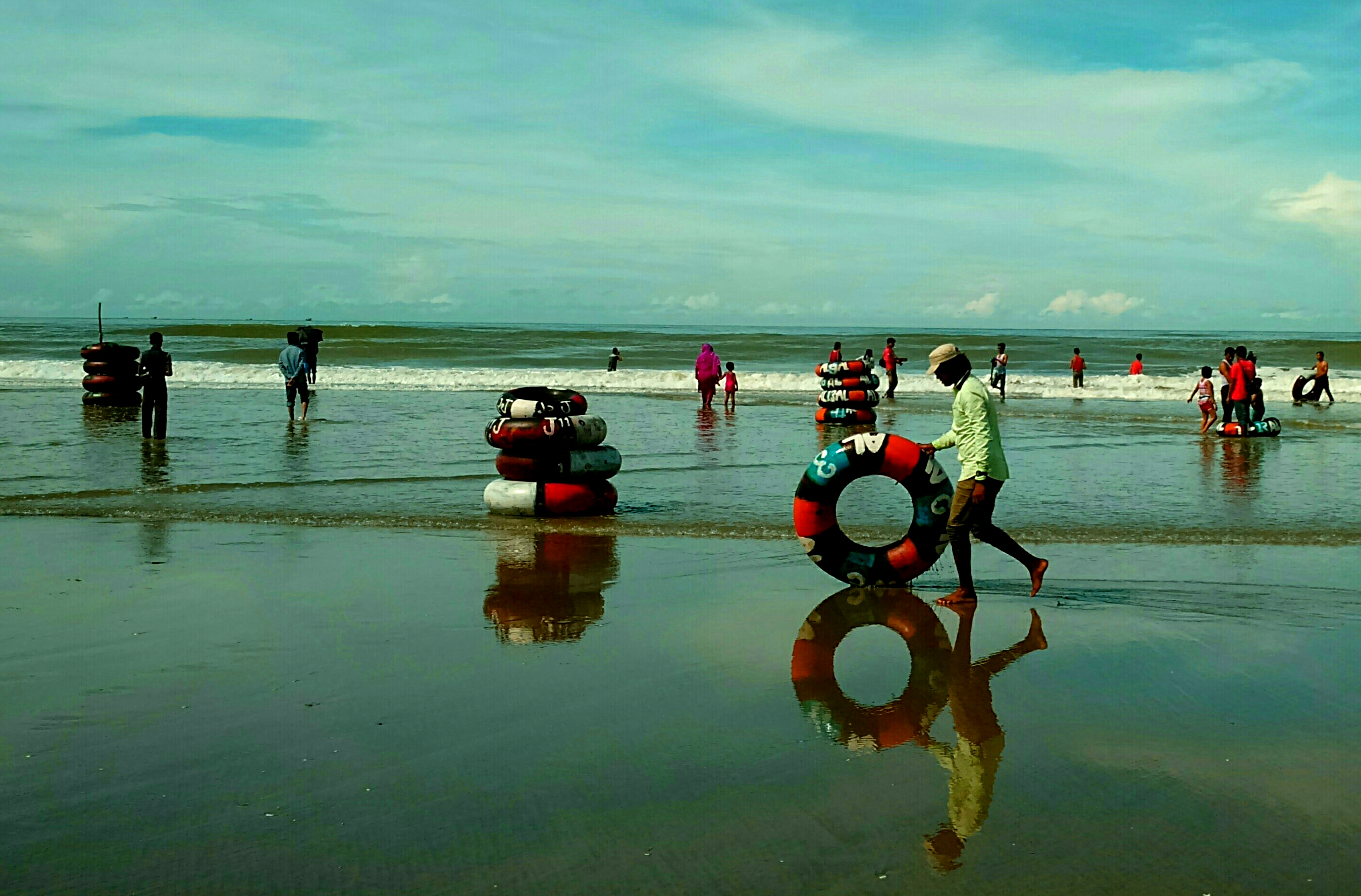
Люди на Кокс-Базарі
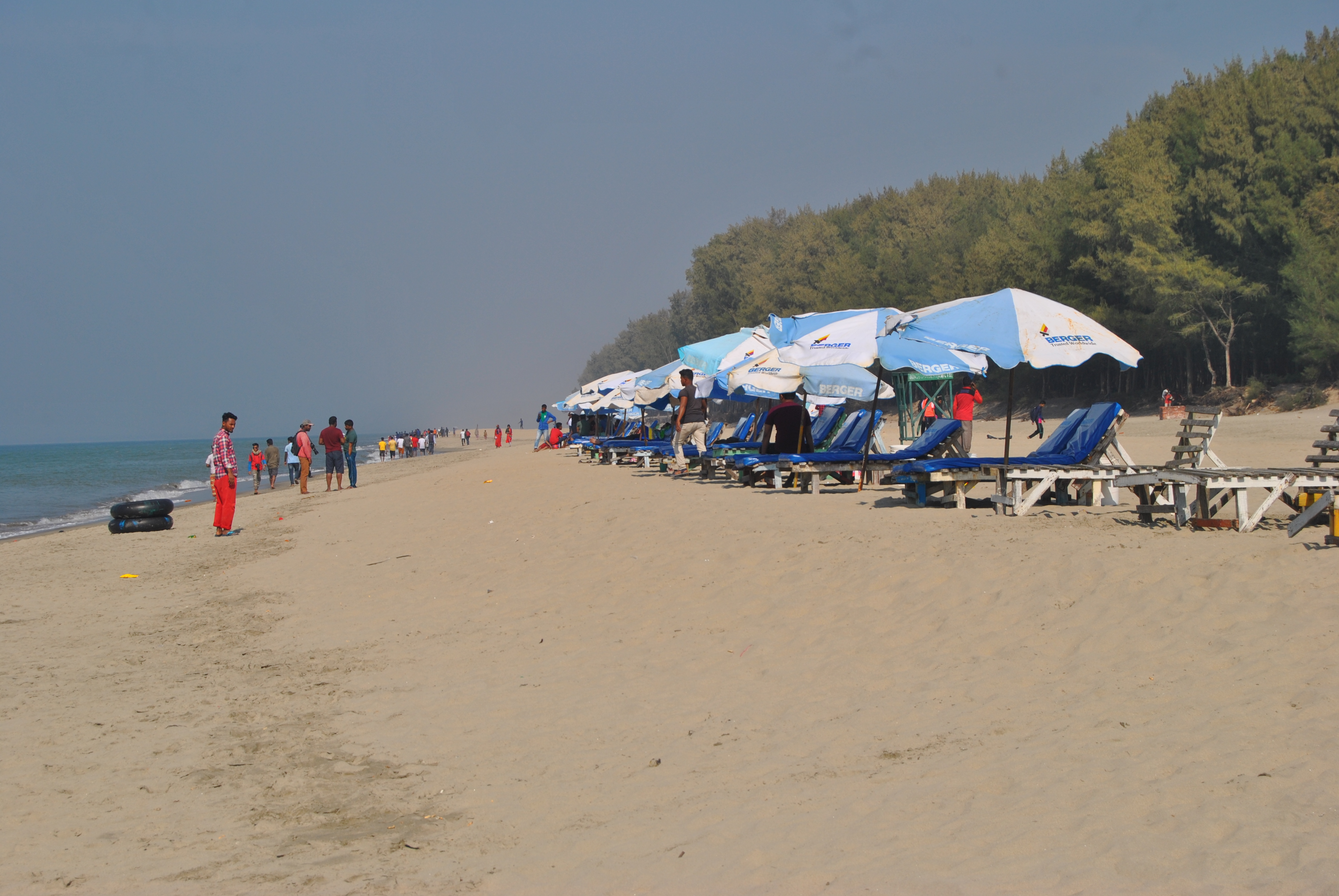
Морська пляжна зона
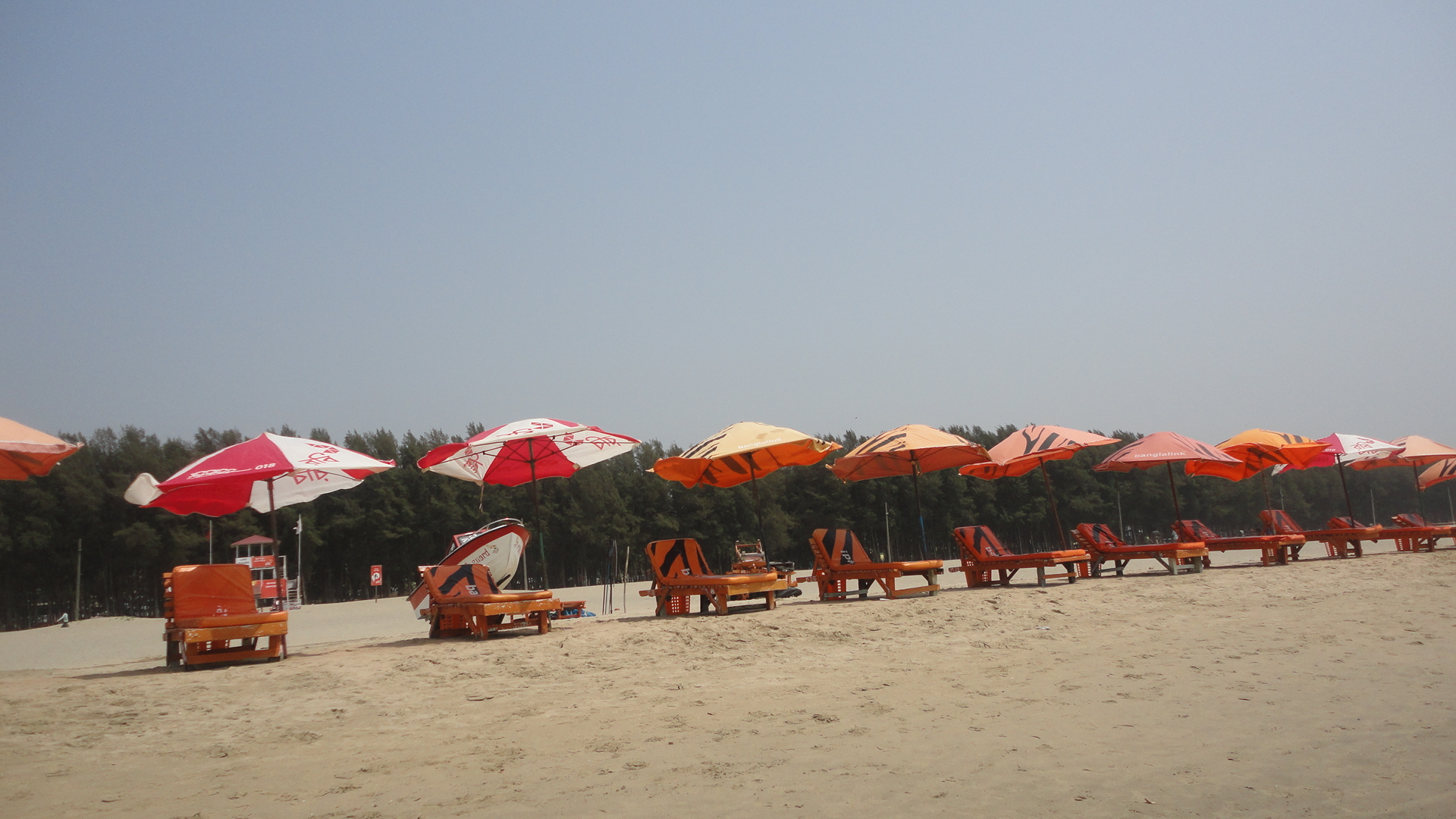
Пляж Кокс-Базар

## Зовнішні посилання
- Цікаві місця Кокс-Базару : Управління розвитку Cox's Bazar (бенг.)